# Cusenier

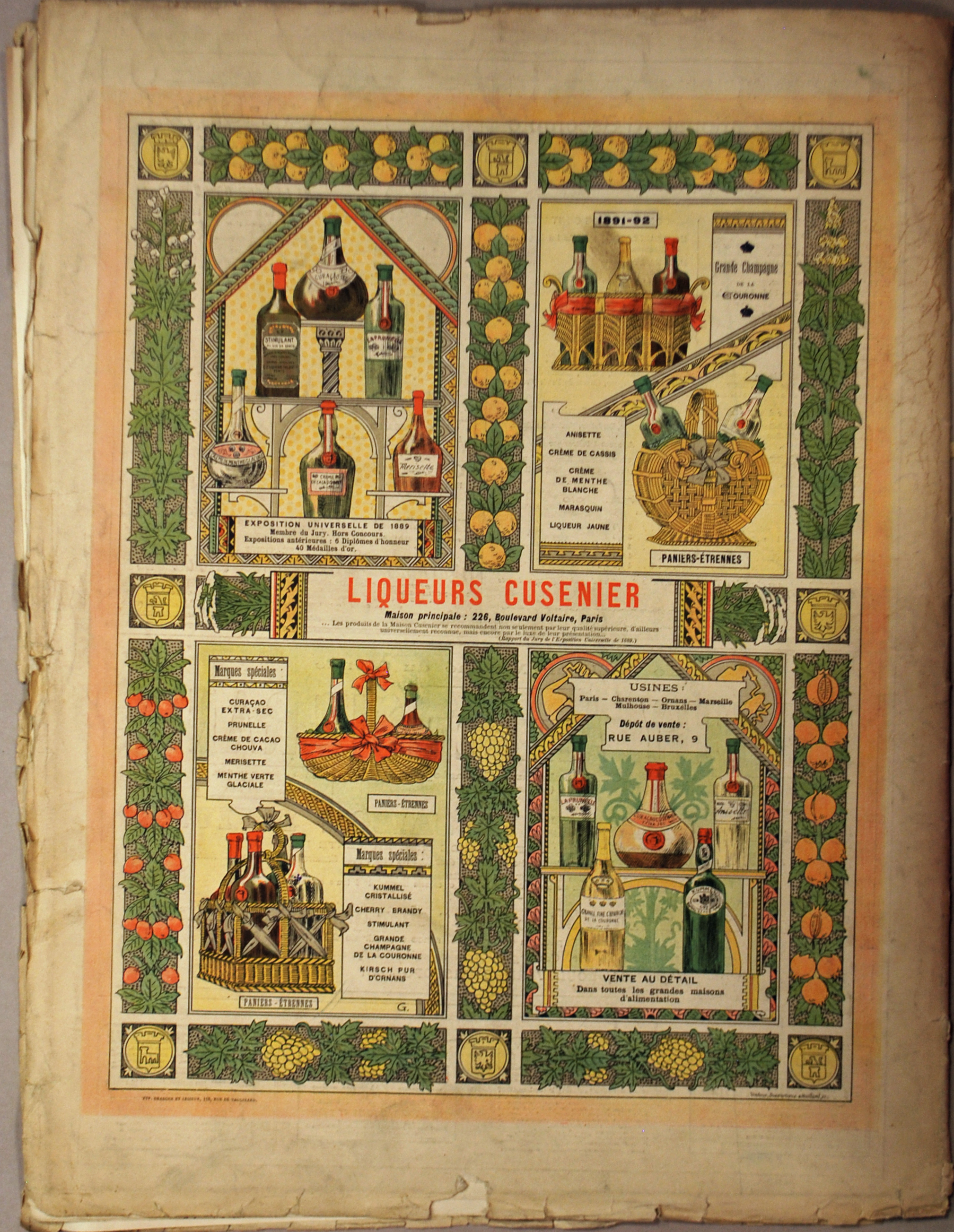
Liqueurs Cusenier, Paris-Noël 1891-1892, page 17

Cusenier est une marque française de spiritueux, dont la maison fut fondée à Ornans (Doubs) par Eugène Cusenier sous le nom de E. Cusenier, Fils aîné et Cie, faisant partie aujourd’hui du groupe Pernod Ricard.

## La famille Cusenier
- Eugène Cusenier, né à Étalans le 15 octobre 1832, mort à Paris la 13 avril 1894, fondateur de la maison Cusenier, distillerie installée en 1868 à Ornans.
- Élisée Cusenier, né à Étalans en mars 1851, mort à Besançon le 17 novembre 1928, succéda à son frère Eugène à la tête de la distillerie.
- Les frères Jules et Valentin Cusenier et divers membres de la famille, Charles Cusenier, Dumont-Cusenier, Girardot-Cusenier, Authier-Cusenier, Georges Cusenier, Narcisse Cusenier et Louis Tièche.

## Historique
- 1868 : première distillerie installée rue du Rahoudard à Ornans (aujourd’hui rue Eugène-Cusenier),
- 1871 : création de la filiale parisienne, 226 boulevard Voltaire,

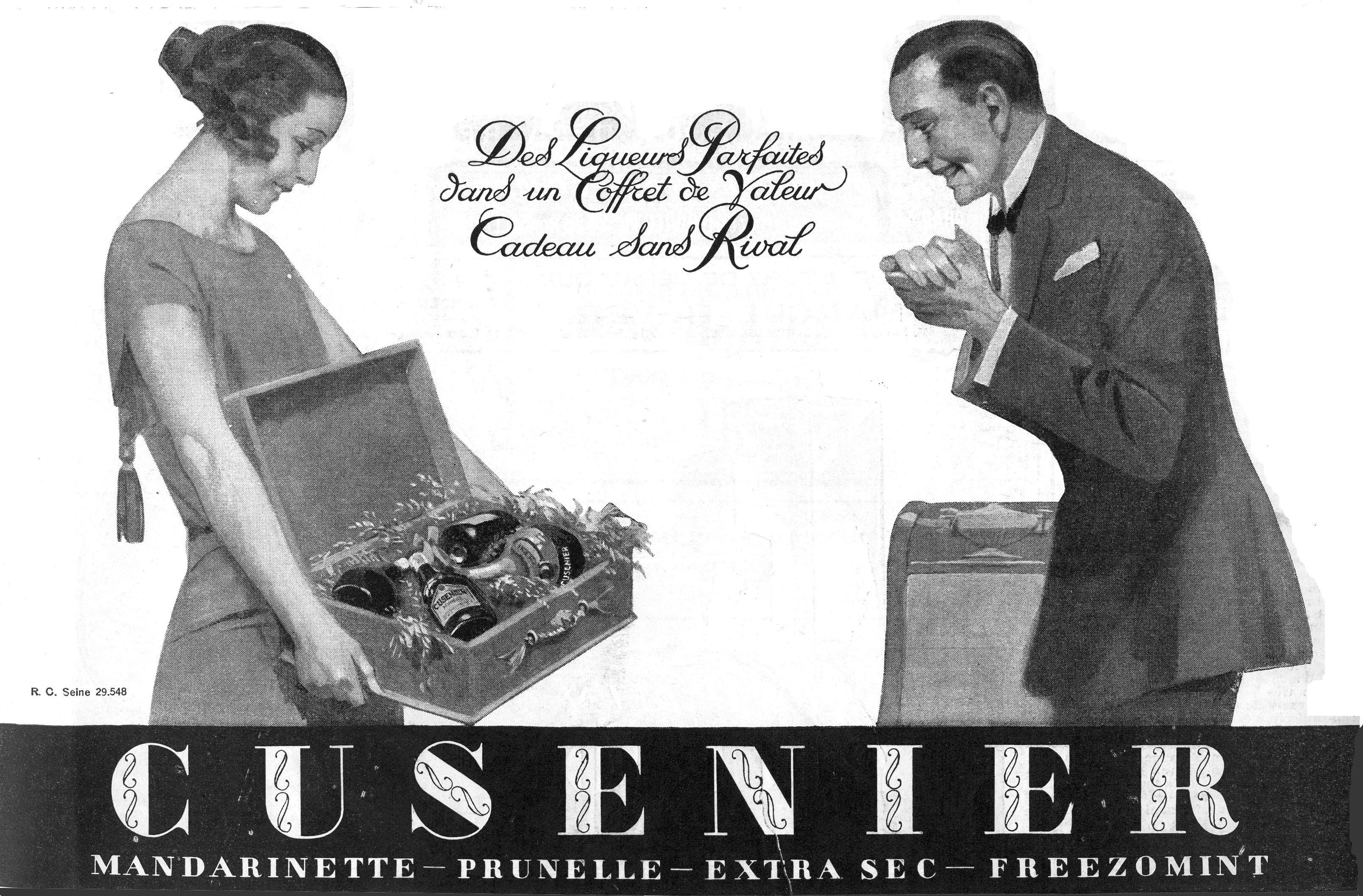
Réclame de 1923 (L'Illustration)

- 1874 : création de la Société de la Grande Distillerie spécialisée dans la fabrication du kirsch et de l'absinthe,
- 1881 : construction de l'atelier de fabrication, suivi du logement patronal en 1882. La construction du reste des bâtiments s'échelonne de 1881 à 1885,
- 1890 : création de la filiale de Buenos Aires,
- 1904: exploitation de la distillerie des Pères Chartreux à Fourvoirie et de la marque jusqu'en 1929.
- 1928 : la société d’Ornans compte 25 ouvriers,
- 1933 : ouverture de l'usine de La Courneuve[3],
- 1937 : la société est délocalisée à Dijon,
- 1977 : rachat de la société Byrrh pour le compte du groupe Pernod-Ricard.

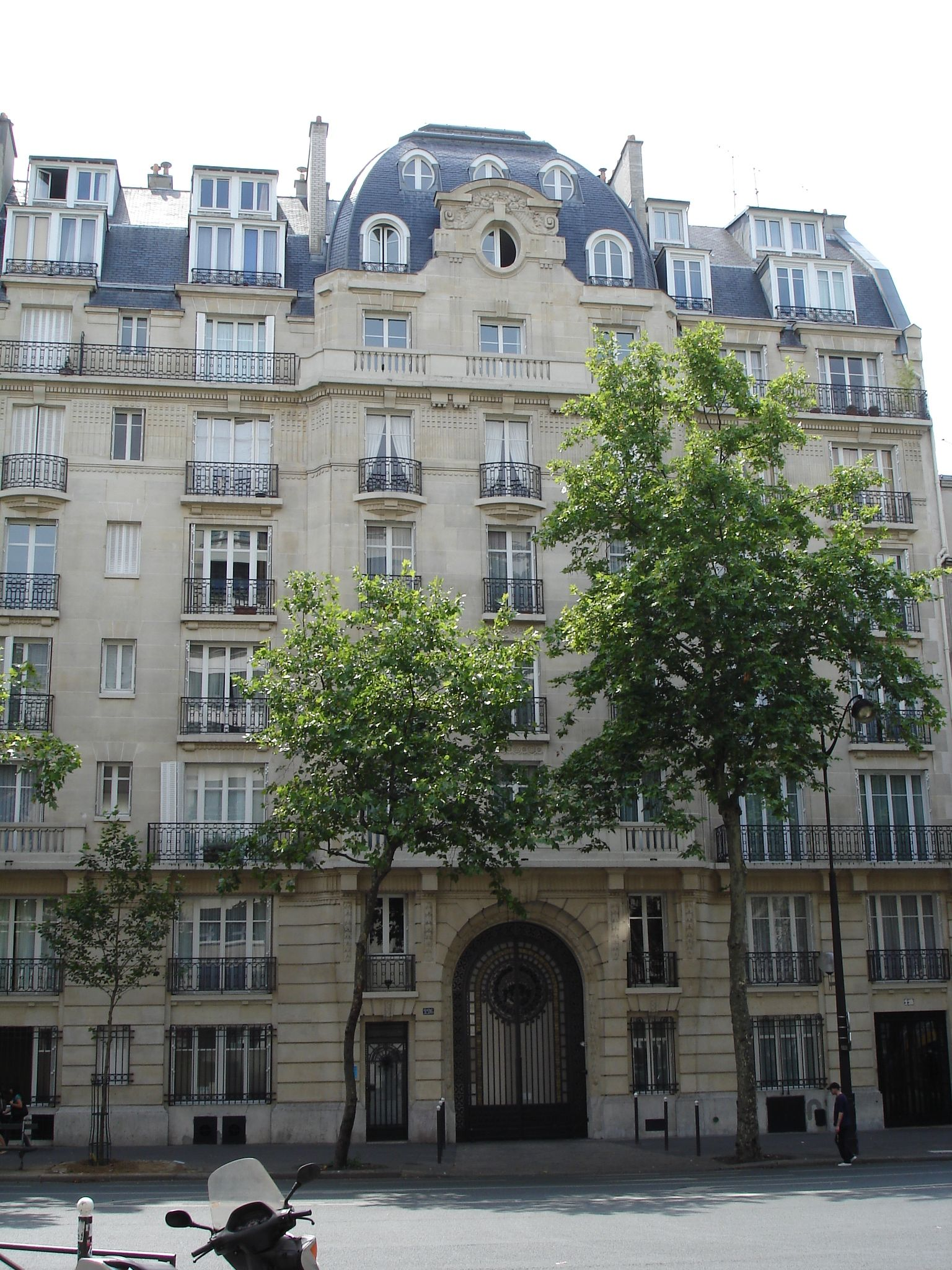
Immeuble du 224 bd Voltaire à Paris, anciennement siège de Cusenier
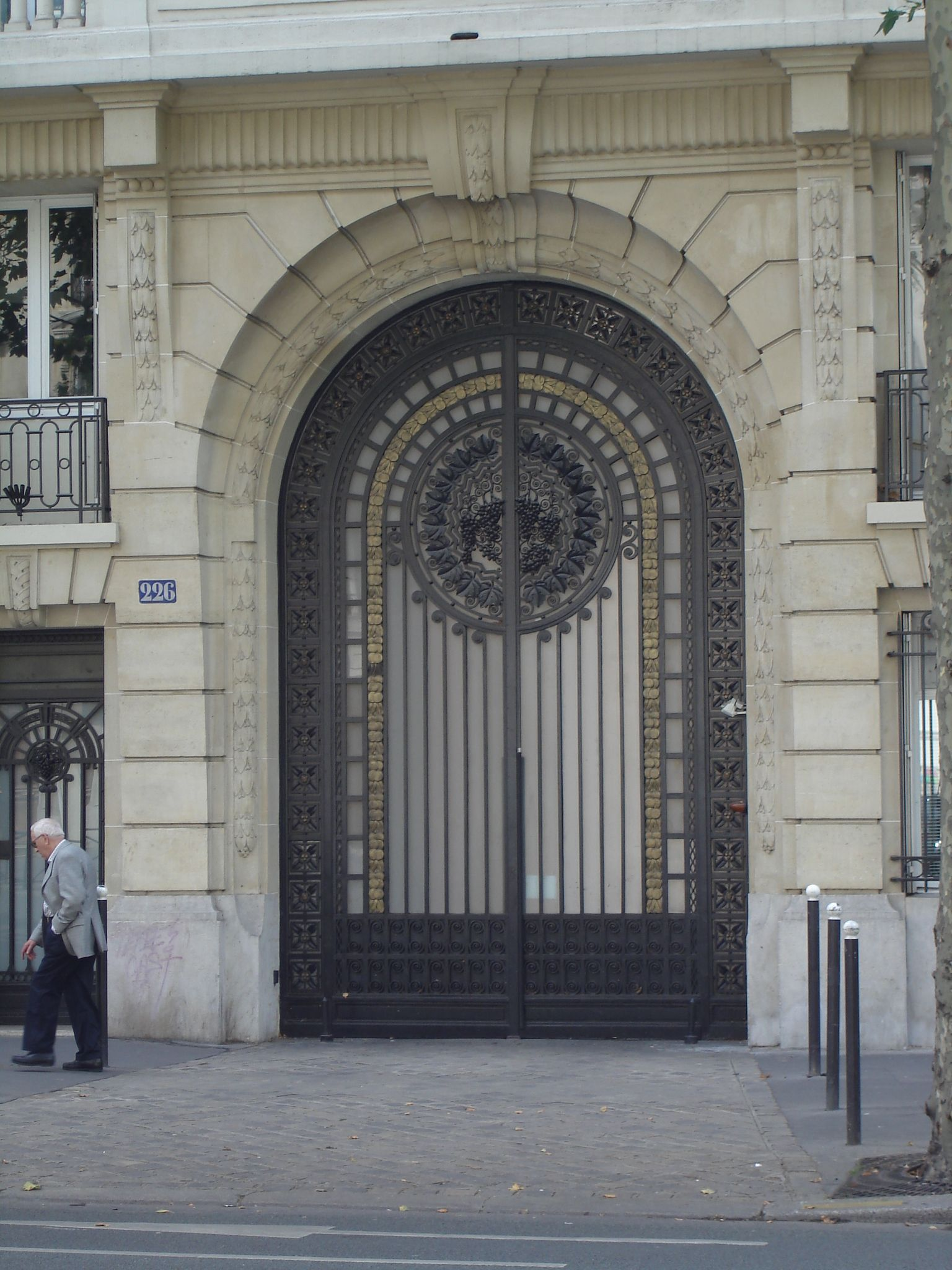
Porte en fer forgé. Vue d'ensemble
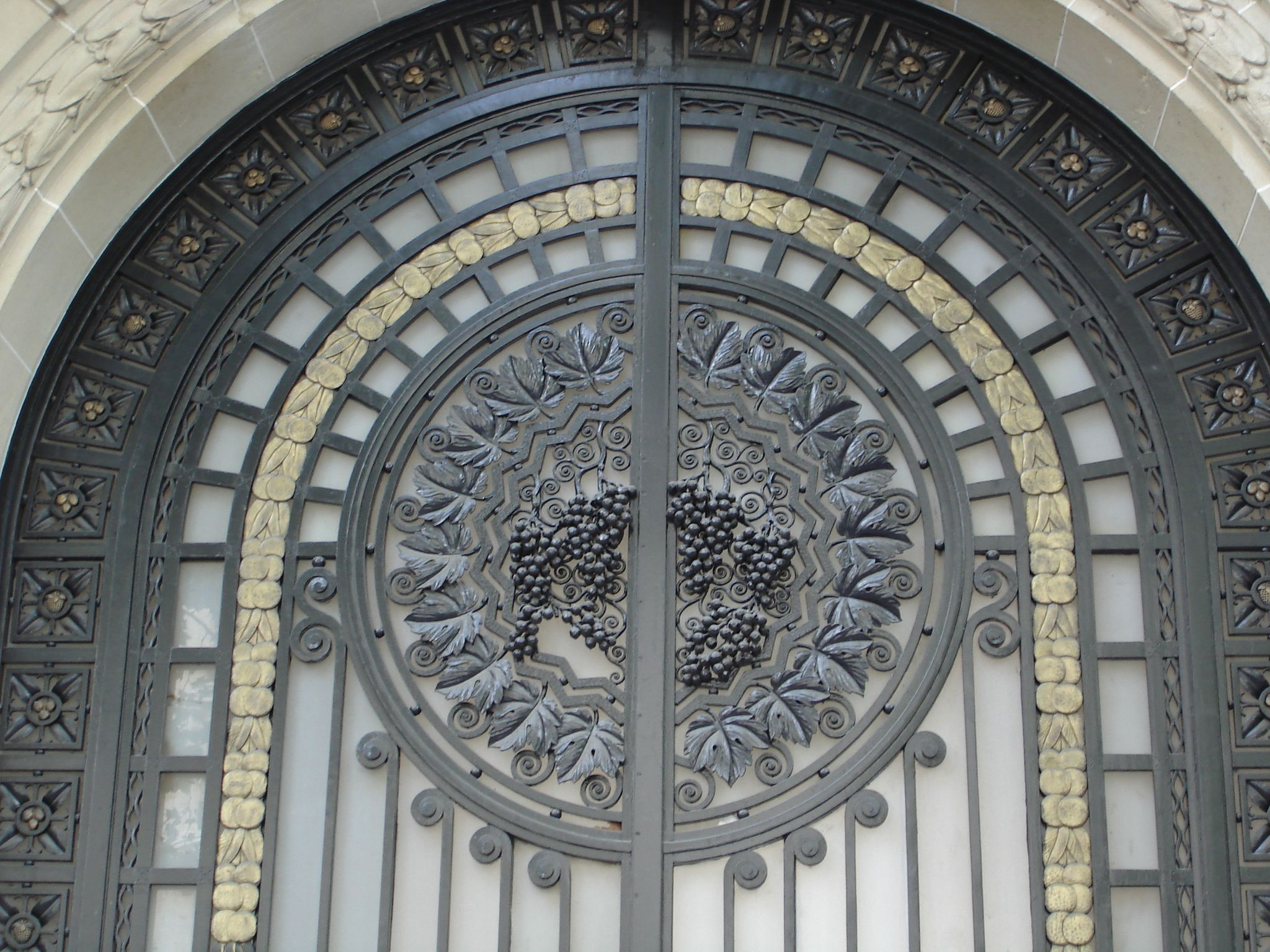
Porte en fer forgé - Détail

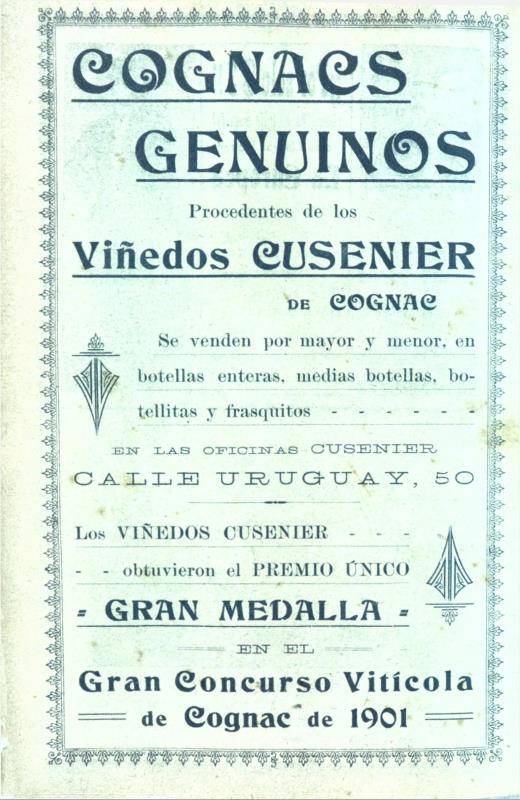
Avertissement, publié Montevideo, 1908

## Les filiales
Grâce à la vitalité des Cusenier, la société rayonne dans le monde entier et particulièrement dans ses filiales de Paris, Charenton-le-Pont, Marseille, Cognac, Mulhouse, Bruxelles, Londres, Buenos-Aires, Montevideo, Mexico, Shangaï, Calcutta, etc.

## Distinctions
Élisée Cusenier fut président du jury international des récompenses à l’Exposition universelle de 1900, et fut nommé par le gouvernement membre de la commission extra-parlementaire des alcools.
Il fut également maire d’Étalans pendant une vingtaine d’années. À sa mort, il légua sa fortune aux établissements de bienfaisance de Besançon.

## Livres
- Edmond Haraucourt, Le Musée de la double soif, Cusenier, Drager Frères, numéroté, 1925